# ژان باستیا
ژان باستیا (به فرانسوی: Jean Bastia)، کارگردان، فیلم‌نامه‌نویس و تهیه‌کننده فیلم فرانسوی.

## زندگی‌نامه
ژان شارل پل فورتونیو سیمونی معروف به ژان باستیا زادهٔ ۲۱ فوریه ۱۹۱۹ در پاریس و درگذشتهٔ ۱۶ اکتبر ۲۰۰۵ در شهر برژراک واقع در شمال شرق ایالت آکیتن فرانسه است.
نخستین فیلمی که او فیلمنامه‌اش را نوشت و خود کارگردانی کرد (به فرانسوی: Nous autres à Champignol) نام داشت که در ۱۹۵۷ به روی صحنه رفت. (به فرانسوی: Tortillards) عنوان یکی دیگر از فیلمهای موفق او است. فیلمهایی که ژان باستیا در دو دههٔ پنجاه و شصت میلادی کارگردانی کرده همواره با اقبال فرانسویان روبرو شده است. لوئی دوفونس و ژان ریشار از جمله هنرپیشگانی بودند که در برخی از فیلمهای او ایفای نقش کرده‌اند. باستیا در ۱۶ فیلم نقش دستیار کارگردان را داشته و با کارگردانی نظیر ژان بوایه و آلفرد رُد (به فرانسوی: Alfred Rode)همکاری داشته است.